# Râul Soloneț, Suceava
Râul Soloneț este un curs de apă, afluent al râului Suceava. 

## Imagini

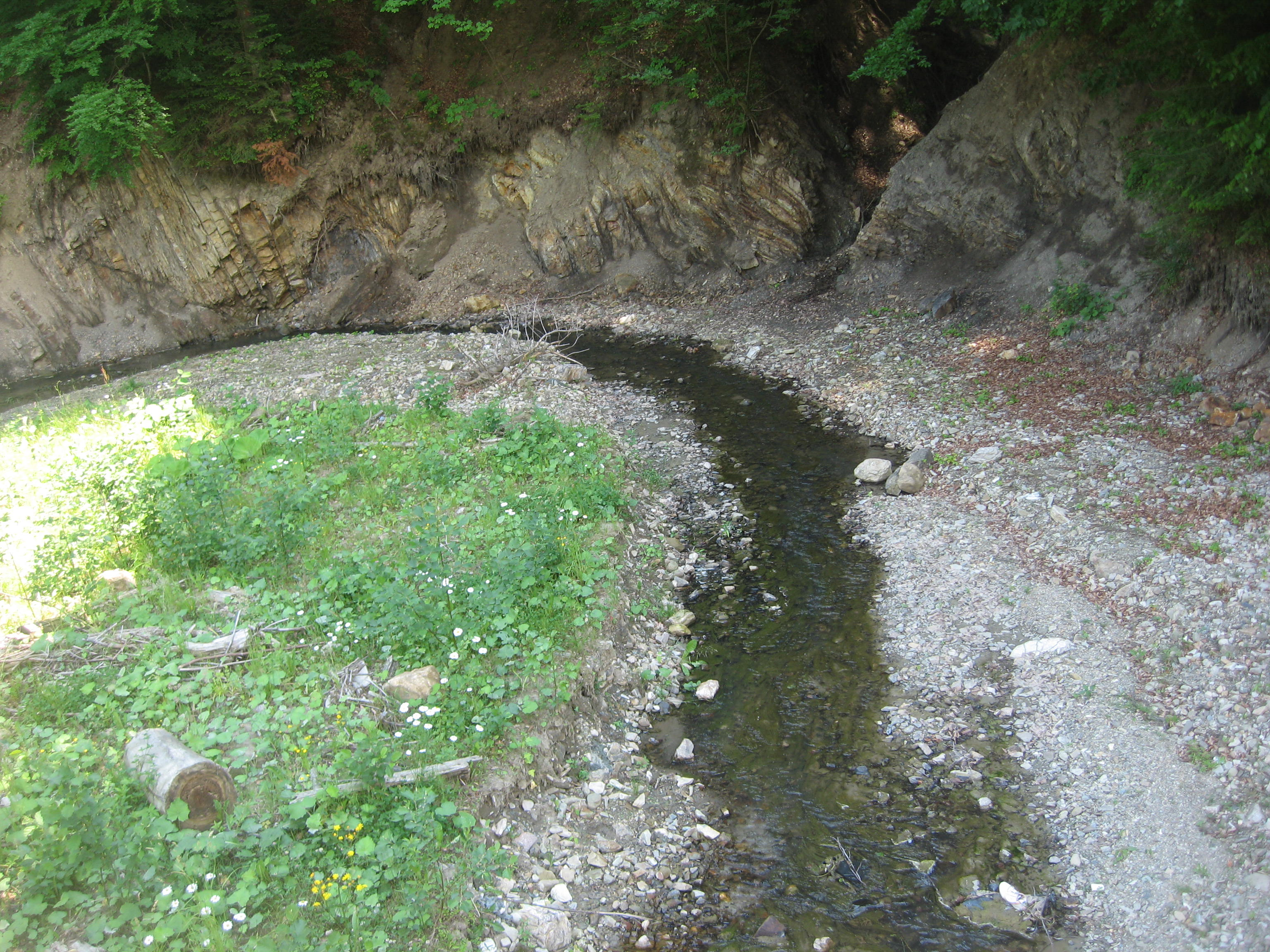
Râul Soloneţ la trecerea prin satul Maidan

## Hărți
- Harta județului Suceava
- Harta Obcinele Bucovinene  Arhivat în 30 iulie 2009, la Wayback Machine.
- Ovidiu Gabor - Economic Mechanism in Water Management Arhivat în 5 martie 2009, la Wayback Machine.]